# Мелодрама
Мелодрама (грч. мелос музика и грч. дран радити, обављати), позоришна игра са музичком пратњом; рецитација уз пратњу оркестра или клавира; у Италији се дуго опера називала мелодрамом; дјело у коме се претјерује у заплету и ликовима и инсистира на емоцијама; мелодрама је и наивни клише познатих карактерних особина: главни јунак (увек неустрашив и један), јунакиња (љубав главног јунака увијек угрожена) обично она коју главни јунак спасава, зликовац (воли и насилан је према јунакињи), и негативац, помоћник злочинцу.
У данашњем смислу ријечи мелодрама има и негативну конотацију. Означава патетичну представу вишка емоција и сумњив квалитет.

## Историјат
Мелодрама настаје као другоразредна, споредна позоришна међупредстава, која се изводи између чинова једног драмског комада. Радња не зависи од ријечи већ се сва састоји од виђења једног кретања које је постајало све велељепније и сложеније. Ова представа све више има склоност према спектаклу. У тим међуиграма се није могла испричати прича, мада и то није правило, јер се 1565. г. и у њој успјела развити прича о Амору и Психи, оне су неспорно, у цјелини узете, биле у стању да одразе једну уопштену тему. Тако су се чинови комедије најзад претворили у међуигре раскошних представа међуигара.
Године 1585. и 1589. у Фиренци су се давале двије представе у којима је овој грани позоришне умјетности пружена могућност пуног замаха и у којима су утврђени главни тематски и лингвистички елементи будућег развоја мелодраматског позоришта. У обе ове представе родоначелник међуигара био је Ђовани де Барди, учени племић са двора Медичија, док је рад на сценографији био повјерен дворском архитекти Бернарду Бонталентију, познатом по томе што је у Фиренци подигао неке од најљепших палата „маниристичком“ стилу. У тим представама позорница се за сваку међуигру из основа мијењала. Механичка машинерија иза сцене је омогућавала да се без кретања људи на позорници, помичу облаци од љепенки на којима сједе људи, да лебдећи прелијећу позоришну сцену или да израњају из позадине позорнице на неком брежуљку. Међуигара је обично било шест, од којих су прва и посљедња сматране прологом и епилогом. Четири средишње су представљале четири елемента од којих је, према Аристотеловој физици, створен свемир. То су Вода, Ваздух, Земља и Ватра. Пошто то није била алегоријска представа, све се завршавало на томе да су се на позорници постепено појавила четири царства: Море, Небо, Земља и Пакао — то јест цио свемир, као да се тиме хтјело доказати да су могућности позоришног приказивања неисцрпне.
Тема представе из 1589. г. (то јест, међуигара које су пратиле представу) комедије Ђиролама Баргалија итал. La pellegrina "Ходочасница" била је дејство музике и ритма у свијету. Четири средишње међуигре — још једном пролазећи кроз четири царства — илустровале су ту тему причама из древне митологије, док је прва, у огромној визији неба — које се састојало од четири реда облака на којима су биле постављене небеске сирене и планете, све окренуте према истој мети, престолу Нужности — уводила гледаоце у само средиште свемира где се зачињу путање небеских тијела а, према платонско — питагорејском миту, и свеопшти склад.
До споја пјесме и позоришних ефеката дошло је готово одмах већ 1600. г. За мелодраму музику је писао један од најистакнутијих композитора монодијског пјевања, Ђулио Качини, поставио и опремио Буоноталенти, искључиво као велељепни призор.
17 вијек је већ вијек мелодраме какву данас познајемо. Мелодрама се из Италије проширила на цијелу Европу. Без италијанских сценографа, писаца, музичара и пјевача, дворске свечаности у Европи, а нарочито у Аустрији и Њемачкој, нису се могле ни замислити. Док је изван граница Италије, у том вијеку, драмско позориште доживјело процват, у Италији је „учено“ позориште потпуно престало да дјелује.
Спољни и најуочљивији елементи дворске мелодраме су учестале промјене сценографије. Нове техничко — технолошке могућности су повећале и све ефекте и спектакуларне посљедице ове сценографије с циљем да се у унутрашњи ток радње унесе разноврсност и тако добије макроскопско обиљежје, и изазове дивљење и запрепашћење. Осим митолошких чуда, у позоришту седамнаестог вијека могао се видјети цио низ природних појава, од рађања до смираја сунца и до избијања пупољака у прољеће. Природне појаве постају чак искључива тема појединих представа. Школски примјер за ово је итал. flora Андреа Салвадорија, коју је опремио Алфонсо Париђи. Париђи је са братом Ђулиом, у својству сценографа, наслиједио Буонаталентија на двору Медичијевих. Кључна тачка ове представе је управо прољећно цвијетање, које је, према легенди, почело када је Зефир, срећан због љубави богиње цвијећа Хлорис, сузама радосницама оросио природу.
Друге представе у првој половини вијека у Фиренци, преузеле су космолошку тематику Буонаталентијевих међуигара, да би је развиле у обједињујућем оквиру једне бајке. То је комад итал. Nozze degli dei Пир богова, који је сценографски опремио 1539. Алфонсо Париђи. У том комаду су љубави олимпских богова само повод да гледалац прође кроз сва царства свемира.
У другој половини вијека та тема је добила епизодно обиљежје и уклопљена је у мелодраму првенствено зато да би се задовољила тежња за разноврсношћу, као и из поштовања традиције, а мање због унутрашње повезаности радње и неког нарочитог осјећања потребе за таквим поступком.
Игра љубави и случаја, како би рекао Мариво — а поред ње и склоност према сентименталном сликању ликова, постаје коначно најбитнији елеменат садржаја. Саставни дио нове тематике прећутно постаје сликање аристократског друштва и његових обичаја. На једној представи у Пјацоли коју је организовао венецијански племић Марко Контарини, живот аристократије приказан је управо елементима којима се искључиво користи позориште, јер се од тих позоришних елемената господски живот и састоји (лов, трке колима). Разлика између позоришта и друштвеног живота је у извјесном смислу укинута. То је у једној представи, од које је остала само дјеломична успомена, остварио Ђан Лоренцо Бернини, приказујући на позорници гледаоце који су присуствовали представи. То брисање граница између позоришта и живота, по Бернинијевом мишљењу, није нешто чему би се морали радовати. Напротив, близак схватању свог савременика, великог шпанског писца Калдерона, он у томе открива трагичне наслаге. Живот је испразан, као што је позориште сан.
Сценографија која у позоришту седамнаестог вијека има прворазредан значај, и сама узима учешћа у тој великој промјени. Представе у слободном простору су све ријеђе. Све чешће су у велељепним палатама, краљевским уређеним двориштима, дивним парковима. Аристократе су све више глумци у представама. Њима импонују улоге митских јунака које присвајају. Такве су представе на бечком двору за коју сценографију ради Лудовико Бурначини. Сценографија са архитектонском темом доживљава пун сјај у идућем вијеку нарочито захваљујући породици Гали Бибијена, чији је родоначелник Фердинандо доживио европску славу, захваљујући примјени такозваних „угаоних перспектива“ то јест перспектива које су имале двије тачке стјецишта. Том перспективом је коначно разбијена једнолична, симетрична визија са једним средиштем, која је доминирала током готово цијелог 17. Вијека.
У 17. в. позоришна радња је у већини случајева била ограничена и затворена у оквиру портала, који одлучно разграничава свијет гледалаца од фантастичног свијета представе, али у коме се гледаоци ипак тако често огледају. У неким случајевима, та граница је избрисана и представа улази у простор одређен за гледаоце. То се обично дешавало када редитељ жели да да замаха неком балету или турниру, витешкој игри чије приказивање омогућује сама природа мелодраме. У том случају играчи или такмичари силазе с позорнице у партер преко практикабла и ту обављају задатак који им је повјерен. Та посебна врста мелодраме, а нарочито она у којој се турнир уплиће у радњу праћену пјевањем, с великим успјехом је средином вијека приказивана у дворским позориштима. Најбољи примјер је представа којом је свечано отворено позориште Фарнезе у Парми 1628. г., Меркур и Марс, по тексту Клаудија Акилинија и сценографијом Франческа Гитија . На крају сваког призора, извидницу ратника за које наслућујемо да их је Меркур заробио од страха да драж оружја не одврати парманског војводу Алесандра Фарнезеа од књижевног рада, ослобађа један бог, кога је дозвао Марс и који улази у партер да ту поведе витешку игру. Представа се завршава најдивнијим „coup de theatre“ које је барокно позориште могло да измисли: партер је потпуно поплављен и посљедњи борци се налазе на острву. Једини изузетни примјер архитектуре која је могла да задовољи овакве сценографске потребе је велико позориште Фарнезе Ђована Батисте Алеотија.
Чим је мелодрама изашла из дворова и отворила се према гледаоцима који су плаћали улазнице, било је неопходно у позоришту изградити ложе. То се десило у Венецији 1637. г. У новонасталој ситуацији, венецијанске представе, пошту су постале трговачки — комерцијални подухвати, поједноставиле су структуру, мање су се ослањале на механичка чуда и на раскошну појаву статиста на позорници, а више на честе промјене сценографије (под покровитељством једног од најбољих сценографа вијека Ђакома Торелија) као и на милозвучно пјевање појединих виртуоза. Позориште је отворило врата сваком ко је могао платити улаз. Било је неопходно разграничити разне друштвене слојеве. Тако је у партеру сједио нижи сталеж, а преграде међу ложама штитиле би племиће од непосредног ступања у везу с богатим трговцима. Ложа се, најзад, нарочито у осамнаестом вијеку, претворила у неку врсту другог, приватног салона племића. У њој су се примале посјете, нудила освјежавајућа пића, ћаскало, а на збивања на позорници обраћала пажња само у тренутку кад би солиста запјевао кратку пјесму, такозвану итал. ariette арију. Мелодрама је поред родне Италије, била у Бечу, а поставке Торелија у Паризу и Сантуринија у Минхену. Ускоро су њемачки, аустријски, енглески и француски сценографи у цијелости прихватили италијанску технику. Настајање мелодраме траје неколико вијекова. Она се мијењала и нарастала. Данас је њен смисао другачији. Она је наивни шаблон — архетип карактерних особина: главни јунак, увијек неустрашив и једини, јунакиња, љубав главног јунака, увијек угрожена и обично она коју главни јунак спасава, зликовац, воли и насилан је према јунакињи, и негативац, помоћник злочинцу. 

## Мелодрама — узроци и промјене
Поуздано се зна како је и гдје настала мелодрама. Знају се њена почетна обиљежја. Мелодрама, велика чежња најчистије хуманистичке културе, настала је захваљујући покушају једне групе учених Фирентинаца, окупљених у Фирентинској дружини (итал. Camerata Fiorentina) која се састајала у дому породице Барди, са циљем да у потпуности оживи грчке трагичке облике чији се текстови, по општем тадашњем мишљењу, у древна времена нису казивали, већ пјевали. Сан о чистоћи грчког типа разбијен је провалом живе маште, али маште која осјећа потребу да прошири границе свога утицаја количином спољних средстава саопштавања, реквизита. Мјесто на коме је та грчка чистота принјета на жртву, у првом реду је двор. Он подразумијева сјај, величанственост, велељепност. Први позоришни облик којим ти захтјеви могу бити задовољени је мелодрама. У њој аристократско друштво налази вјеран одраз свог живота и кроз њу самодопадљиво ужива у себи. Сами богови са Олимпа су позвани да укажу поштовање главним лицима и да их величају, а развојни пут доживљаја јунака, у циљу рјешавања неког сложеног љубавног случаја — страсна друштвена игра која је играла тако важну улогу у животу аристократа 17. вијека — креће се кроз четири царства Аристотеловог свемира, дочарана позоришним изразом датим Буонталентијевим истраживањима. Демократизација у позоришту, јачањем буржоаског елемента, револуционарно мијења и гледалишта али и укусе у позоришту. Позориште, али и мелодрама коначно престају бити предмети и привилегије елитног одабира.